# Radio Margherita
Radio Margherita (nata con il nome Radio Nostalgia Musica Italiana) è una emittente radiofonica italiana, il gruppo si definisce una superstation.

## Storia della radio, modalità di diffusione e radio sorelle
La sede legale e della radio è a Palermo, ma la sua prima sede di nascita fu a Bolognetta comune dell'hinterland palermitano. È la prima "Radio libera" nata in provincia di Palermo ed ancora attiva arrivando anche a livello nazionale. Patron della superstation è Giuseppe Orobello, ad oggi vi sono anche i figli Antonio e Simone. Sono titolari di altri tre marchi: Radio Margherita Giovane, che trasmette solo musica di giovani gruppi e artisti italiani, Radio Arcobaleno, che trasmette esclusivamente musica internazionale del passato (per distinguersi dalle due "Radio Margherita", che trasmettono solo musica italiana), e Canzoni Napoletane, inaugurata il 30 dicembre 2023 e dedita esclusivamente alla musica napoletana classica.  In passato, Radio Arcobaleno aveva un format parzialmente diverso, avendo trasmesso anche musica italiana, anche se in misura minore rispetto alle due "Radio Margherita".
Presente in più regioni, trasmette in FM, tramite satellite Eutelsat in Europa, in DAB, via Internet tramite applicazione e dal 20 novembre 2024 trasmette a livello nazionale sul Mux digitale terrestre Dfree sul canale 825 con la denominazione Radio Margherita Più (con servizio HbbTV che rimanda alla versione audiografica della radio, con la possibilità di ascoltare anche Radio Arcobaleno e Canzoni Napoletane). In passato, Radio Margherita era diffusa anche in visual radio sul digitale terrestre su vari mux locali.
La programmazione è tematica e consiste nella trasmissione di brani di musica italiana incisi  dagli anni Sessanta in poi, ma trasmette anche versioni strumentali di canzoni sia straniere che italiane di cantanti morti e di colonne sonore di film sia originali che riarrangiate e riarrangiamenti di alcuni brani jazz e popolari con l'aggiunta di varie rubriche che vanno ad arricchire il palinsesto giornaliero dell'emittente.
Radio Margherita Napoli è stato un progetto radiofonico nazionale di Radio Margherita della durata di un anno nato il 1º dicembre del 2007 e trasmetteva solo musica napoletana di ieri e di oggi. Ha cessato le trasmissioni il 15 dicembre del 2008. A Palermo, trasmetteva sulla frequenza in FM di 103.700 MHz, frequenza oggi appartenente allo stesso gruppo che trasmette il marchio Radio Arcobaleno. Un'emittente con un format che ricorda molto la vecchia Radio Margherita Napoli, ai giorni nostri è Canzoni Napoletane.

## Palinsesto
- Almanacco - ogni giorno alle 05:30 e alle 08:30
- Meteo - previsioni meteorologiche curate da 3BMeteo in onda ogni giorno alle 10:00 e alle 22:00
- Radio Margherita Notizie - notiziario in onda tutti i giorni allo scoccare di ogni ora
- 100 Secondi con Enrico Mentana (prodotto da RDS a reti unificate con altre radio) - dal lunedì al venerdì alle 11:00 e 19:00

### Rubriche
- Tre canzoni di... - ogni giorno alle 10:15 e alle 18:15; trasmissione di 3 brani più rappresentativi di un solista o di un gruppo[2]
- Confronti - ogni giorno alle 13:15 e alle 21:15; trasmissione dello stesso brano interpretato da parte di due artisti diversi[3]
- Un giorno insieme - rubrica giornaliera dedicata a un artista o a un gruppo musicale (diverso ogni giorno) in onda allo scoccare di ogni ora[4]